# Lignage Serhuyghs

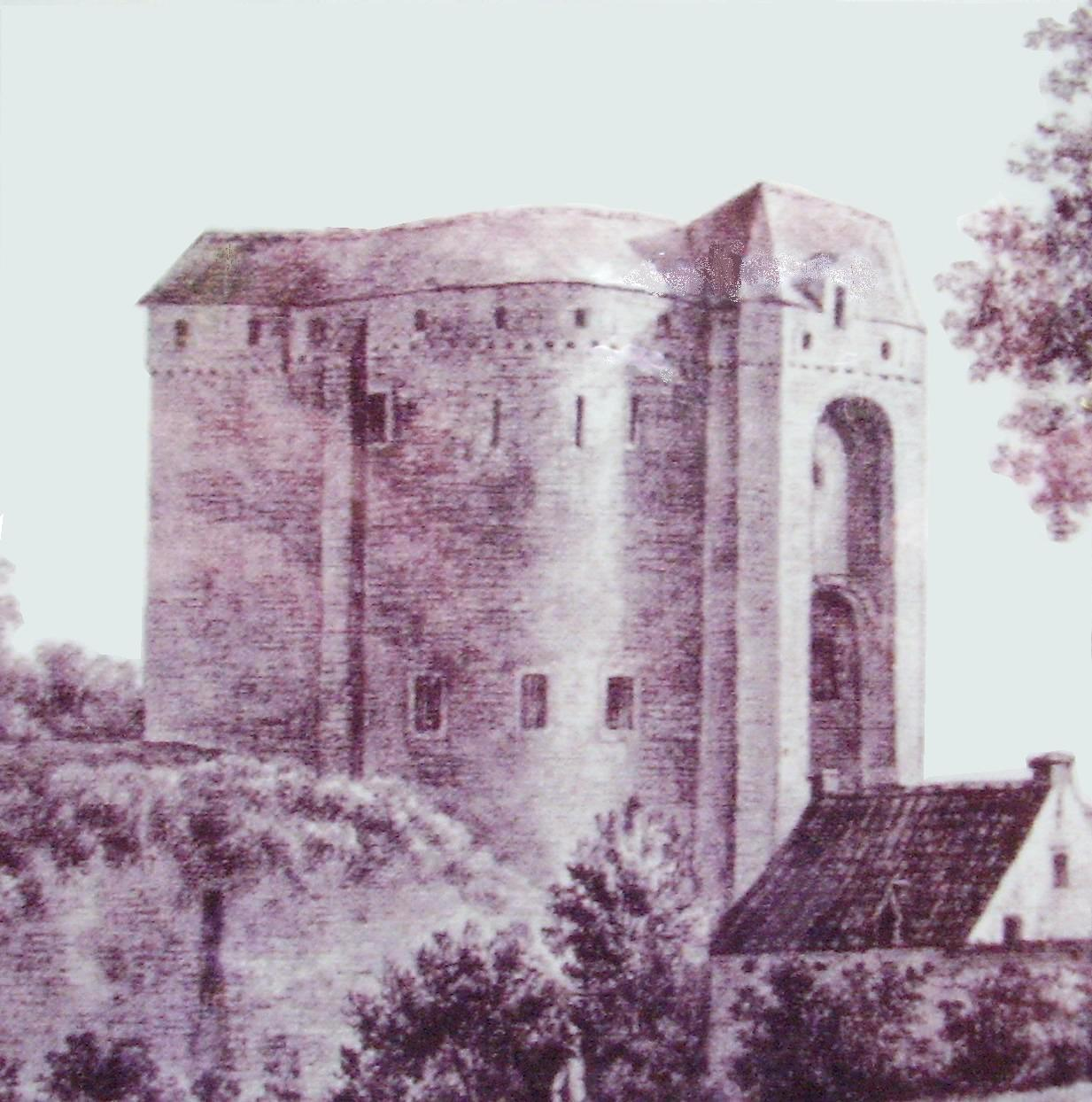
La Porte de Hal en 1612

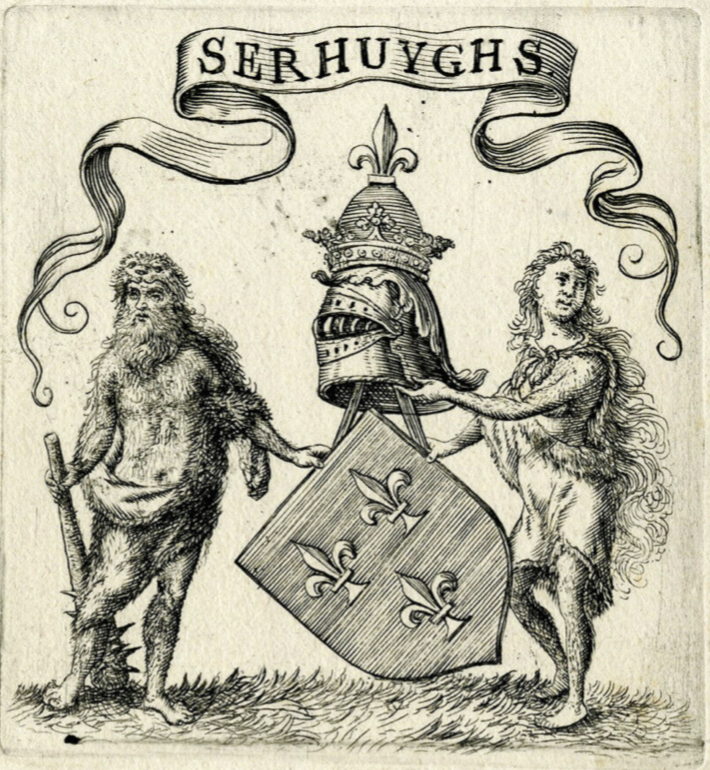
Gravure du blason du lignage Serhuyghs, l'un des sept lignages de Bruxelles, de 1663 trouvé dans (J.-B. Christyn) - Iurisprudentia heroica sive de iure Belgarum [...] - Bruxellis, Balthasar Vivien, 1663.

Le Lignage Serhuyghs ou Serhuygs est l'un des sept Lignages de Bruxelles. 

## Armes
Ce lignage portait d'azur, à trois fleurs de lis d'argent. Cimier : une fleur de l'écu. Supports : Un sauvage armé d'une massue élevée à dextre et une pucelle nue à senestre.

## Histoire
Il semble que la famille-mère de ce Lignage, les t'Serhuyghs, les enfants du seigneur Hugues, soit la famille Clutinc. En effet, au XIVe siècle, le Lignage Serhuyghs était appelé aussi bien Clutinc que t’Serhuyghskintsgeslacht (le Lignage des enfants de sire Hughes). Cet Hugues pourrait être celui qui fut échevin en 1173 et 1207. Pour Guillaume Des Marez, ce serait la branche des Clutinc installée au Steen qui bordait le côté N.-O. de la Grand’Place, qui aurait pris l’habitude de s’appeler Ser Huyghs kints, Enfants de sire Hugues, vraisemblablement en souvenir d’un ancêtre illustre. Mais pour Henry-Charles van Parys, ce serait-là une hypothèse erronée. François de Cacamp, dans son étude sur le steen nommé le Serhuyghskintssteen estime également qu’il est probable qu’un Hugues de Frigido Monte (ou Coudenbergh) aurait donné son (pré)nom au lignage. D’après Roel Jacobs, cet Hugues serait Hugues (ou Hugo) van Coudenberghe, receveur de Brabant. Dès lors, les Lignagers du Serhuygs seraient issus, dans cette hypothèse, du Coudenbergh.
En 1376 s’inscrivirent au Lignage Serhuygs, trente-cinq patriciens issus de vingt-cinq familles. Celles-ci étaient Cassaert dit Plaetman, Clutinc, Pipenpoy, Eggloy, Meerte, Wouters dit van Halle, t’Serjacobs dit van den Poele, van den Steenweghe, van den Roosen, Ansems, Craenhals, van der Noot, van der Spout, Vele dit Rongman, de Pape, van Coeckelbergh, van den Bossche dit Griffoen, Timmerman, de Loeze, van Huldenberghe, van Wesembeke, van Mortenbeke, Pinnock, van den Biscopdomme, van Boistvoert. Ces familles et leur descendance sont étudiées dans la série d’ouvrages Brabantica, publiée par François de Cacamp.
Les registres d’admission au Lignage ont fait l’objet d’une publication par Anne Libois, et couvrent les années 1528 à 1625, 1625 à 1696, et 1696 à 1794.
Pour les filiations lignagères plus récentes, l'on se référera au Manuscrit de Roovere, tel que transcrit et publié. Par ailleurs, l'ouvrage de Désiré van der Meulen sur les Lignages de Bruxelles tel que synthétisé dans la Liste et armorial des personnes admises aux Lignages de Bruxelles mentionne aussi ces Lignagers pour les époques les plus récentes.
Notons aussi que l’un des steen (soit donc une maison forte) du lignage était le Serhuychskintsteen, situé à l’angle de la Grand-Place et de la rue au Beurre, et qui fit place, après le bombardement de Bruxelles par la soldatesque de Louis XIV en 1695, au Roi d’Espagne, le siège de la corporation des boulangers bruxellois, et actuelle taverne de ce nom. François de Cacamp a donné une étude de la dévolution des parts détenues par les indivisaires dans cet ensemble immobilier et a publié des copies de tableaux représentant cet immeuble.
Les Clutinc possédaient le steen au Blindenberg (la Montagne des Aveugles), à l’angle de la rue du Parchemin et de la rue des XII Apôtres, en contrebas de la rue Royale actuelle, derrière les bâtiments de la banque BNP-Paribas Fortis. Le domaine agricole entourant ce steen s’étendait du Parc actuel jusqu’à l’actuelle Gare centrale. Guillaume Des Marez a publié une photographie prise en juillet 1910 des restes du steen des Clutinc
Enfin, la Porte de Hal fut défendue en 1383 par le Lignage Serhuyghs, secondé en 1422 par la nation de Saint-Laurent.